# Ižkovce
Ižkovce este o comună slovacă, aflată în districtul Michalovce din regiunea Košice. Localitatea se află la altitudinea de 100 m deasupra n.m., se întinde pe o suprafață de 4,22 km2 și în 2017 număra 99 de locuitori.

## Istoric
Localitatea Ižkovce este atestată documentar din 1297.

## Demografie
| An:                | 1994 | 2004   | 2014   | 2024   |
| ------------------ | ---- | ------ | ------ | ------ |
| Număr de persoane: | 107  | 113    | 102    | 92     |
| Diferență:         |      | +5,60% | −9,73% | −9,80% |

| An:                | 2023 | 2024 |
| ------------------ | ---- | ---- |
| Număr de persoane: | 92   | 92   |
| Diferență:         |      | +0%  |